# Anamnéza (medicína)
Anamnéza (z řec. αναμνήσις anamnésis = rozpomínání, vzpomenutí) neboli předchorobí je soubor informací potřebných k bližší analýze zdravotního stavu pacienta, a to zejména z jeho minulosti. Přímá anamnéza probíhá formou rozhovoru lékaře s pacientem. Pokud není rozhovor s pacientem možný, například v pediatrii, ve veterinární medicíně nebo v případě, že nemocný není schopen komunikace, odebírá se nepřímá anamnéza od doprovodu. Rozsah anamnézy je závislý na akutnosti situace a řídí se i potřebami a zvyklostmi oboru.

## Součásti anamnézy
Věcně i formálně se anamnéza dělí na několik poměrně samostatných částí. Obvykle anamnéza začíná krátkou informací o současných obtížích nemocného, podrobněji se současné obtíže rozepisují až v části nynější onemocnění. Pořadí jednotlivých částí se obvykle řídí zvyky oboru a konkrétního pracoviště. Vždy je však nutno zaznamenat nejen informace o přítomnosti nějakého příznaku, ale i to, že nemocný přítomnost nějakého příznaku popírá.

### Rodinná anamnéza
Rodinná anamnéza (zkratka RA) slouží především k posouzení dědičného rizika pro některé choroby. Kromě typických genetických chorob se pátrá i po přítomnosti rodinného rizika pro další choroby, např. po častějším výskytu onemocnění oběhové soustavy nebo po výskytu nádorových onemocnění. Zaznamenává se počet a věk postižených příbuzných, pokud již nežijí, tak i věk, ve kterém zemřeli. V případě, že již nežijí rodiče nemocného, je důležitou informací věk, kterého se dožili, i příčina smrti.
V České republice se stalo zvykem se v rámci rodinné anamnézy výslovně ptát všech nemocných na rodinný výskyt následující onemocnění:
- hypertenze (HY)
- infarkt myokardu (IM)
- cévní mozková příhoda (CMP nebo iktus)
- nádorové onemocnění (CA)
- diabetes mellitus (DM)

Do dokumentace se zaznamenávají obvykle zkratkou v závorce, pokud nemocný uvede, že neví o tom, že by v jeho rodině někdo trpěl danou chorobou, uvádí se za zkratku slůvko neguje, zkratka neg. popř. číslice 0

### Osobní anamnéza
Osobní anamnéza (zkratka OA) by měla obsahovat důležité informace o všech dosavadních obtížích nemocného. Ideální je postupný záznam v takovém pořadí, v jakém se jednotlivé příhody staly. Nemocný vypráví spontánně, lékař pokládá jen doplňující otázky. Tato část anamnézy je poměrně často neúplná, jen málo lidí si bezpečně pamatuje všechna závažnější onemocnění. Jako informace o proběhlém obvykle chirurgickém výkonu se používá latinská fráze status post ......  doplněná o rok výkonu, někdy jen zkratka st.p..
U mužů, kteří byli odvedeni na vojnu, je podstatná i informace o průběhu vojenské služby. Pokud je nemocný dlouhodobě sledovaný ambulanci specialisty nebo pokud se účastní screeningových programů, jde také o důležitou informaci.

### Gynekologická anamnéza
Gynekologická anamnéza (GA) se odebírá jen u žen. Větší význam má u žen v reprodukčním věku. Zaznamenává se věk první menstruace (menarche), začátek pohlavního života (sexarche resp. koitarche), pravidelnost a intenzita menstruačního krvácení a věk poslední menstruace (menopauza). Důležitá je informace o porodech a potratech (umělých i spontánních) a o případných problémech s otěhotněním.

### Farmakologická anamnéza
Farmakologická anamnéza (FA) zahrnuje především seznam současně užívaných léků, popř dotaz na léky užívané v minulosti.

### Abúzus
Část se někdy pojmenovává i toxikologická anamnéza (TA), zahrnuje především užívání návykových látek, zejména alkoholu, cigaret a obvykle i černé kávy. Zejména údaje o spotřebě alkoholu a cigaret jsou nemocnými poměrně často výrazně podhodnoceny.

### Alergologická anamnéza
Alergologická anamnéza (AA) zahrnuje všechny alergie a přecitlivělosti nemocného. Důležité jsou nejen alergie na léky, ale i všechny ostatní alergie.

### Pracovní anamnéza
Pracovní anamnéza (PA) hodnotí pracovní podmínky a rizika nemocného. Důležitá je nejen pro posouzení možnosti vzácných intoxikací, ale zejména pro posouzení stresu nemocného a jeho spokojenosti s životem.

### Sociální anamnéza
Sociální anamnéza (SA) hodnotí životní podmínky nemocného. Podstatné je zaznamenat kde a s kým bydlí, v jakém prostředí je jeho dům či byt. U starších osamocených nemocných je pak důležitá i informace o dosažitelnosti pomoci, např. od dětí.

### Nynější onemocnění
Nynější onemocnění (NO) je podstatnou částí anamnézy odebírané od nemocného. Předchozí části anamnézy by měly umožnit lékaři zasadit individuální projevy onemocnění do rámce zdravotního stavu nemocného. Rozsah opět závisí na akutnosti stavu nemocného. Pokud to situace umožňuje, měl by lékař podrobně zaznamenat postupný vznik a vývoj subjektivně pociťovaných příznaků a jejich vztah k činnostem, které nemocný prováděl. Důležitou informací je i informace o tom, jak se nemocný snažil postupovat před tím, než vyhledal lékařskou pomoc.

## Zvláštnosti anamnézy v některých oborech

### Anamnéza v gynekologii a porodnictví
V gynekologii a v porodnictví se klade důraz především na vše, co by mohlo souviset s reprodukčním traktem ženy. Gynekolog se snaží získat podrobné informace o menstruačním cyklu i o pohlavním životě ženy. Důležité jsou i porody a potraty. Z hlediska rizika imunizace proti minoritním krevním skupinám jsou důležité i informace o transfúzích.

### Anamnéza v pediatrii
V pediatrii se klade velký důraz na těhotenství matky nemocného, na to, zda nebylo těhotenství komplikované. Podstatná je i rodinná anamnéza, v dětském věku se manifestuje velká část genetických chorob. Zejména u malých dětí jde vždy o anamnézu nepřímou.

### Anamnéza v urgentní medicíně
V traumatologii a dalších oborech urgentní medicíny je naopak kladen důraz na co největší rychlost, anamnéza se obvykle omezuje jen na mechanizmus náhlé příhody, užívané léky a alergie. Velmi často je nemocný v bezvědomí a tyto informace se získávají od doprovodu.

### Anamnéza ve veterinární medicíně
Ve veterinární medicíně je anamnéza vždy nepřímá, komplikovaná navíc mnohdy jen vágním popisem projevů onemocnění.

### Anamnéza ve vnitřním lékařství
Pro anamnézu ve vnitřním lékařství by měla být charakteristická především pečlivost a podrobnost, uvádí se, že dobře odebraná anamnéza postačuje ke stanovení diagnózy až u poloviny pacientů.

### Ošetřovatelská anamnéza
Tuto anamnézu nezjišťuje lékař, ale sestra, která se při odebírání zaměřuje na oblasti lidského zdraví a životního stylu významné k tomu, aby mohla naplánovat a provádět individuálně specifickou ošetřovatelskou péči. Zjišťuje informace o pacientově životním standardu, jeho přístupu ke zdraví, zvyklostem a odchylkám ve všech oblastech lidských potřeb (bio-psycho-sociálních).
Zaměřuje se především na oblasti výživy, vyprazdňování, pohybové aktivity, spánku, odpočinku, rekreace, postoje ke zdraví (kouření/alkohol/drogy/...), používání kompenzačních pomůcek, oblast sociálních rolí a vztahů, sexualitu, toleranci ke stresu, náboženství, hodnotovou orientace a další podobné informace podle oboru a potřeby.
Tyto informace jsou důležité pro nastavení péče, zvážení míry pomoci a podpory k sebepéči. Ošetřovatelskou anamnézu odebírá sestra při vstupním zhodnocení na všech úrovních péče (v ambulantní, domácí i nemocniční). Informace jsou nepřetržitě podle potřeby doplňovány.